# Barberina (obra teatral)
Barberina es una  obra de teatro de Alfred de Musset, una comedia publicada en dos actos, en 1835, con el título La rueca de Barberina. Fue reeditada en 1853, con su nueva forma (tres actos), y su título definitivo.
La obra no se estrenó hasta el 2 de febrero de 1882, en la Comédie-Française. Volvió a estrenarse el 18 de noviembre de 1913, en el thèâtre du Viux-Colombier, en París.
La escena se desarrolla en Hungría, bajo el reinado de Matías Corvino.

## Personajes principales
Reparto de 1913
- Jacques Copeau : el conde Ulric, hidalgo de Bohemia.
- Louis Jouvet : el caballero Vladislao.
- Charles Dullin : Polacco.
- Blanca Albane : Barberina, mujer de Ulric.
- Suzanne Bing : Kalikairi, joven dama de compañía turca (no presente en la versión de 1835).
- Romain Bouquet : el hotelero.
- Gina Barbieri : Beatriz de Aragón, reina de Hungría.
- Armand Tallier : Astolfo de Rosenberg, joven barón húngaro.

## Resumen de la versión original (dos actos)

### Acto I
- Escena 1 : El conde Ulric, que es pobre, quiere ir a trabajar en la corte para ganar dinero. Le preocupa dejar a su mujer sola, porque teme que lo engañe; pero ella lo ama, y le jura que no lo hará
- Escena 2 : Delante de un albergue, el caballero Vladislao le cuenta al ingenuo Rosemberg sus increíbles hazañas.También le explica cómo hacerse amar por las mujeres y respetar por los hombres.
- Escena 3 :  Ulric es acogido por la reina en la corte. Luego, conversa con Rosenberg y unos cortesanos. Una vez a solas, Rosenberg y Ulric se conocen. Cuando Rosenberg (instruido por Vladislao acerca de cómo se debe hablar de las mujeres para ser respetado por los hombres) pone en duda la fidelidad de Barberina, Ulric saca su espada para batirse con él en duelo. Pero a reina y los cortesanos regresan y se lo impiden. Entonces, Ulric y Rosenberg hacen una apuesta: si Rosenberg consigue demostrar a Ulric que su esposa lo engaña, Ulric le dará todos sus bienes; si no, será Rosenberg quién le dé a él los suyos.

### Acto II
- Escena 1 : Tras reprocharse de haberse apresurado al hacer esa apuesta, Rosenberg llama a la puerta de Barberina, diciéndole que quiere darle noticias de su marido. Ella lo acoge con alegría
- Escena 2 : Ulric compra a Polacco, un mercader ambulante,un espejo que permite ver si se es engañado por el ser amado.
- Escena 3 : Barberina rechaza los avances de Rosenberg. Pero, de repente, le pide que suba a la habitación que hay en lo más alto del castillo, donde se reunirá con él.
- Escena 4 : Ulric, en campaña militar, se preocupa al creer ver en el espejo que su mujer duda si engañarlo.
- Escena 5 :  En la habitación que Barberina le ha indicado, Rosenberg se felicita por su éxito. Es entonces cuando los cerrojos de cierran detrás de él, y Barberina le dice por una mirilla que lo ha encerrado por haber querido seducirla. Solo lo alimentará si se pone a hilar lana. Rosenberg, tras algunas reticencias, se pone a hilar, sorprendido y decepcionado.
- Escena 6 : Ulric le lee a la reina la carta que le ha enviado Barberina, donde ella le explica lo que ha ocurrido con Rosenberg: ha ganado la apuesta.Por lo tanto, la reina le hará a Barberina el honor de visitarla en persona, porque "le toit sous lequel habite une famme chaste est aussi saint lieu que l'église, et [que] les rois quittent leur palais pour les maisons qui sont a Dieu."[2] ("el techo bajo el que habita una mujer casta es tan santo lugar como la iglesia, y los reyes dejan su palacio por las casas que son de Dios").

## Adaptaciones francesas
- 1969 : puesta en escena de Jean-Paul Roussillon, Teatro de París[3]
- 1968 : compañía Tréteaux des deux Tours, Casa de la Cultura de la Rochelle[4]
- 1963 : puesta en escenade  Marcel Bonnaud, Cinéma le Régent[5]
- 1950 : puesta en escena de Hubert Gignoux, teatro municipal de Rennes[6]
- 1944 : puesta en escenade  Jean Meyer, Comèdie-Française[7]
- 1920 : puesta en escena de Émile Fabre, Comèdie- Française[8]
- 1913 : puesta en escena de Jacques Copeau, Thèatre du Vieu-Colombier[9]

## Adaptación al cine
- La Quenouille de Barberine de Émile Chautard (1910)